# Deux Bassins
Deux Bassins (em árabe: فج الحوضين) é uma comuna localizada na província de Médéa, Argélia. De acordo com o censo de 2008, a população total da cidade era de 3 487 habitantes.